# Paral·lel 70° nord
El paral·lel 70° nord és una línia de latitud que es troba a 70 graus nord de la línia equatorial terrestre. Travessa Europa, Àsia, l'Oceà Pacífic, Amèrica del Nord l'oceà Atlàntic.

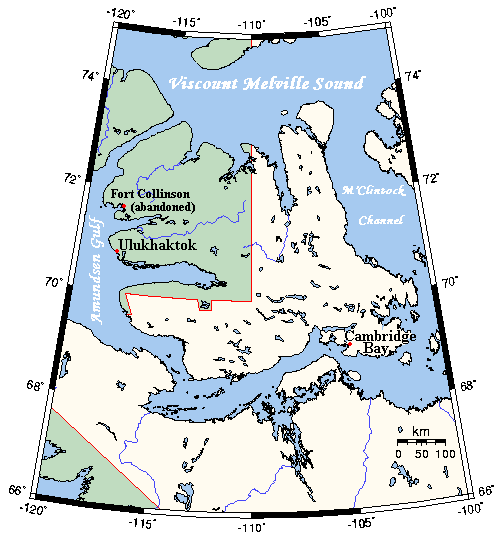
A Illa Victòria, Canadà, part de la frontera entre els Territoris del Nord-oest (verd) i Nunavut (blanc) és definida pel paral·lel 70° nord

## Geografia
En el sistema geodèsic WGS84, al nivell de 70° de latitud nord, un grau de longitud equival a 38,138 km; la longitud total del paral·lel és de 13.747 km, que és aproximadament 34,3% de la de l'equador, del que es troba a 7.769 km i a 2.233 km del pol Nord
Com tots els altres paral·lels a part de l'equador, el paral·lel 70° nord no és un cercle màxim i no és la distància més curta entre dos punts, fins i tot si es troben al mateix latitud. Per exemple, seguint el paral·lel, la distància recorreguda entre dos punts de longitud oposada és 6.874 km; després d'un cercle màxim (que passa pel Pol Nord), només és 4.466 km.

## Durada del dia
En aquesta latitud, el sol és visible durant 24 hores i 0 minuts a l'estiu, i resta sota l'horitzó tot el dia en solstici d'hivern.

## Arreu del món
Començant al meridià de Greenwich i dirigint-se cap a l'est, el paral·lel 70º passa per:
| Coordenades                               | País, territori o mar      | Notes |
| ----------------------------------------- | -------------------------- | --- |
| 70° 0′ N, 0° 0′ E / 70.000°N,0.000°E      | Oceà Atlàntic              | Mar de Noruega |
| 70° 0′ N, 18° 40′ E / 70.000°N,18.667°E   | Noruega                    | Troms - illes de Rebbenesøya, Ringvassøy, Reinøya, Karlsøya i Kågen; terra ferma; illa de Skorpa; terra ferma Finnmark (terra ferma)                                           |
| 70° 0′ N, 27° 22′ E / 70.000°N,27.367°E   | Finlàndia                  | Passa uns 10 km al sud del punt més septentrional de Finlàndia, situat a 70° 05.537′ N, 27° 57.335′ E / 70.092283°N,27.955583°E en la vila de Nuorgam                          |
| 70° 0′ N, 28° 2′ E / 70.000°N,28.033°E    | Noruega                    | Finnmark |
| 70° 0′ N, 29° 30′ E / 70.000°N,29.500°E   | Mar de Barents             | |
| 70° 0′ N, 58° 44′ E / 70.000°N,58.733°E   | Rússia                     | Vaigatx |
| 70° 0′ N, 60° 12′ E / 70.000°N,60.200°E   | Mar de Kara                | |
| 70° 0′ N, 66° 56′ E / 70.000°N,66.933°E   | Rússia                     | Península de Iamal |
| 70° 0′ N, 72° 30′ E / 70.000°N,72.500°E   | Golf de l'Obi              | |
| 70° 0′ N, 73° 45′ E / 70.000°N,73.750°E   | Rússia                     | |
| 70° 0′ N, 159° 53′ E / 70.000°N,159.883°E | Mar de la Sibèria Oriental | |
| 70° 0′ N, 168° 13′ E / 70.000°N,168.217°E | Rússia                     | Illa Aion |
| 70° 0′ N, 168° 31′ E / 70.000°N,168.517°E | Mar de la Sibèria Oriental | |
| 70° 0′ N, 170° 35′ E / 70.000°N,170.583°E | Rússia                     | |
| 70° 0′ N, 171° 48′ E / 70.000°N,171.800°E | Mar de la Sibèria Oriental | |
| 70° 0′ N, 177° 56′ E / 70.000°N,177.933°E | Mar dels Txuktxis          | |
| 70° 0′ N, 162° 27′ O / 70.000°N,162.450°O | Estats Units               | Alaska |
| 70° 0′ N, 142° 34′ O / 70.000°N,142.567°O | Mar de Beaufort            | |
| 70° 0′ N, 131° 2′ O / 70.000°N,131.033°O  | Canadà                     | Territoris del Nord-oest – Península de Tuktoyaktuk |
| 70° 0′ N, 129° 30′ O / 70.000°N,129.500°O | Mar de Beaufort            | |
| 70° 0′ N, 128° 18′ O / 70.000°N,128.300°O | Canadà                     | Territoris del Nord-oest – Península de Cap Bathurst |
| 70° 0′ N, 126° 54′ O / 70.000°N,126.900°O | Golf d'Amundsen            | |
| 70° 0′ N, 125° 12′ O / 70.000°N,125.200°O | Canadà                     | Territoris del Nord-oest – Península de Parry |
| 70° 0′ N, 124° 30′ O / 70.000°N,124.500°O | Golf d'Amundsen            | |
| 70° 0′ N, 117° 22′ O / 70.000°N,117.367°O | Canadà                     | A Illa Victòria: - Territoris del Nord-oest - Frontera Territoris del Nord-oest / Nunavut - Territoris del Nord-oest - Frontera Territoris del Nord-oest / Nunavut r - Nunavut |
| 70° 0′ N, 100° 48′ O / 70.000°N,100.800°O | Estret de Victòria         | |
| 70° 0′ N, 98° 50′ O / 70.000°N,98.833°O   | Larsen Sound               | Passa al nord de l'illa del Rei Guillem, Nunavut, Canadà |
| 70° 0′ N, 97° 35′ O / 70.000°N,97.583°O   | Estret de James Ross       | Passa al nord de les illes Clarence, Nunavut, Canadà |
| 70° 0′ N, 96° 17′ O / 70.000°N,96.283°O   | Canadà                     | Península de Boothia, Nunavut |
| 70° 0′ N, 92° 1′ O / 70.000°N,92.017°O    | Golf de Boothia            | |
| 70° 0′ N, 86° 54′ O / 70.000°N,86.900°O   | Canadà                     | Nunavut – Illa Crown Prince Frederik |
| 70° 0′ N, 86° 27′ O / 70.000°N,86.450°O   | Estret de Fury and Hecla   | |
| 70° 0′ N, 84° 20′ O / 70.000°N,84.333°O   | Canadà                     | Nunavut – Illa de Baffin |
| 70° 0′ N, 81° 9′ O / 70.000°N,81.150°O    | Badia de Murray Maxwell    | |
| 70° 0′ N, 80° 19′ O / 70.000°N,80.317°O   | Canadà                     | Nunavut – Illa de Baffin |
| 70° 0′ N, 78° 39′ O / 70.000°N,78.650°O   | Steensby Inlet             | |
| 70° 0′ N, 77° 41′ O / 70.000°N,77.683°O   | Canadà                     | Nunavut – Illa de Baffin |
| 70° 0′ N, 67° 20′ O / 70.000°N,67.333°O   | Badia de Baffin            | Limit septentrional de l'Estret de Davis |
| 70° 0′ N, 53° 39′ O / 70.000°N,53.650°O   | Groenlàndia                | Disko Island |
| 70° 0′ N, 52° 30′ O / 70.000°N,52.500°O   | Estret de Sullorsuaq       | |
| 70° 0′ N, 51° 28′ O / 70.000°N,51.467°O   | Groenlàndia                | Península de Nuussuaq |
| 70° 0′ N, 50° 37′ O / 70.000°N,50.617°O   | Torsukattak Fjord          | |
| 70° 0′ N, 50° 10′ O / 70.000°N,50.167°O   | Groenlàndia                | Sermeq Kujalleq |
| 70° 0′ N, 27° 20′ O / 70.000°N,27.333°O   | Gaasefjord                 | |
| 70° 0′ N, 25° 15′ O / 70.000°N,25.250°O   | Groenlàndia                | Altiplà de Geikie |
| 70° 0′ N, 22° 18′ O / 70.000°N,22.300°O   | Oceà Atlàntic              | Mar de Groenlàndia Mar de Noruega |